# Tramea rustica
Tramea rustica е вид водно конче от семейство Libellulidae. Видът не е застрашен от изчезване.

## Разпространение
Разпространен е в Аржентина, Боливия, Бразилия, Венецуела, Гвиана, Колумбия, Панама, Парагвай, Суринам и Френска Гвиана.